# 區姓
區姓是中國的一個姓氏，音同“歐”。人口以湖南、广府地区及海南為主，海外亦为主要分佈。歐陽姓、歐姓同出一系，是越王勾践后裔。

## 歷史
漢景帝時，西漢有歐姓一富商，樂善好施，深得皇帝賞識，賜姓為區，自此在歐姓族群中又分支出了區姓。故區姓、歐姓、歐陽姓源皆為同宗一脈，概不通婚。

## 延伸阅读
[在维基数据编辑]
 《欽定古今圖書集成·明倫彙編·氏族典·區姓部》，出自陈梦雷《古今圖書集成》